# Виткевич, Николай Дмитриевич
Николай Дмитриевич Виткевич (22 октября 1919, Ростов-на-Дону — 19 августа 1998, Брянск) — русский и советский учёный-химик, доцент, кандидат химических наук. Известен как человек, с которым А.И. Солженицын вёл антисталинскую переписку, из-за которой оба были репрессированы.

## Биография
Родился 22 октября 1919 году в Ростове-на-Дону.
- В мае 1941 года окончил химический факультет Ростовского университета.
- В июне 1941 года призван в армию. Его направили на ускоренные курсы подготовки младших офицеров.

## Арест и приговор
22 апреля 1945 году в звании капитана, командира отдельной роты химической защиты 41-й стрелковой дивизии 2-го Белорусского фронта арестован под Берлином по делу «об антисоветской агитации». В качестве доказательств вины и антисоветской деятельности офицера была предъявлена переписка с А. Солженицыным.
Получил 10 лет ИТЛ по 58-статье. Отбывал наказание в Воркуте.

## После лагеря
После лагеря некоторое время был без официальной работы. Занимался репетиторством.
Позднее был полностью реабилитирован.
В 1956 году стал аспирантом Ростовского университета по органической химии.
C 1962 г. – Доцент кафедры химии Рязанского медицинского института.
С 1970 г. – Заведующий кафедрой органической и физической химии Брянского института транспортного машиностроения.

## Семья
Сын – Николай Николаевич Виткевич, 1965 года рождения. Профессиональный спортсмен и спортивный журналист.